# SV Ried
SV Ried este un club de fotbal din Ried im Innkreis, Austria, care evoluează în 2. Liga. Clubul a fost înființat la data de 5 mai 1912 sub denumirea Sportvereinigung Ried, iar până în anul 1991, a jucat în ligile inferioare din regiunea Austria de Sus. În 1995, SV Ried a obținut prima dată promovarea în eșalonul de elită al Austriei.
În 1998, SV Ried a obținut primul trofeu major din istoria clubului, câștigând Cupa Austriei după o victorie cu 3-1 în finala cu SK Sturm Graz.
În 2003, Ried a retrogradat, încheind o perioadă de opt ani petrecuți în prima divizie. Două sezoane mai târziu, Ried a revenit în Bundesliga, iar în sezonul următor (2005–06) a obținut cea mai bună clasare de până atunci în Bundesliga, locul 4. Un an mai târziu, echipa și-a îmbunătățit rezultatele, încheind pe locul 2.

## Palmares
- Cupa Austriei: 1998, 2011
- Cupa Cupelor: (runda 3) 1998/1999
- Cupa UEFA: (prima rundă) 2006/2007
- Cupa UEFA Intertoto: 2006
- Bundesliga: (poziția secundă) 2006/2007
- Play-offul Europa League: 2011-2012